# 莎当妮
（法語發音：[ʃaʁdɔnɛ] ⓘ）是一種綠皮葡萄品種，用以生產白葡萄酒，品種起源於法國東部的勃艮第葡萄酒產區，但現在普及至各地，從英國到新西蘭等葡萄酒產地都有種植。因此號稱葡萄皇后，可釀造變化多端的白葡萄酒。對於新興發展的葡萄酒產區，生產夏多內葡萄酒被視為進入國際葡萄酒市場的必要且相對容易的途徑。  夏多內也是世界上許多氣泡酒的重要組成，包括義大利的香檳和弗朗齐亚柯达。

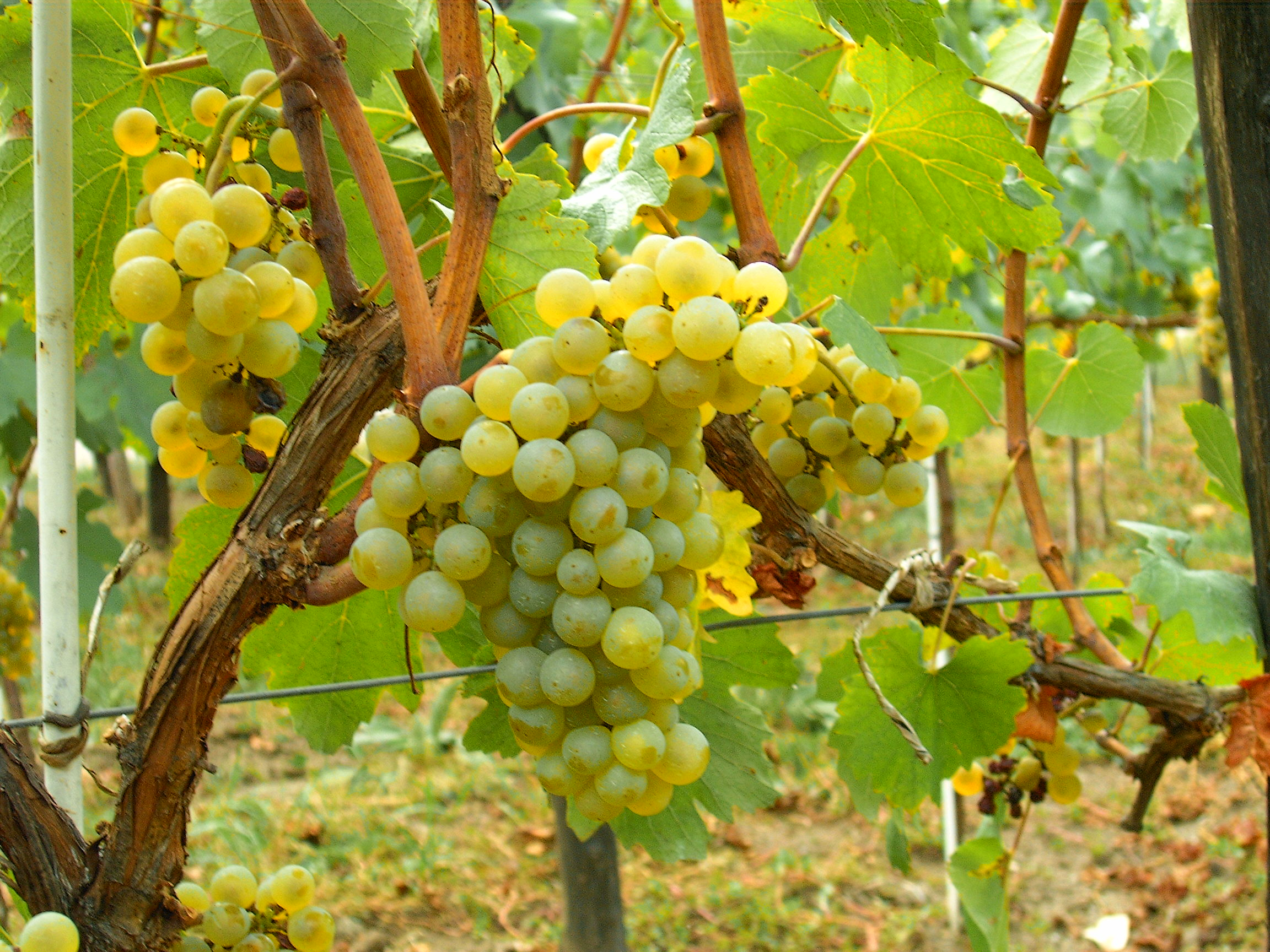
在摩爾多瓦種植的霞多丽

夏多內葡萄本身風味是屬於中性的，通常都受到風土特色和橡木等因素影響。  夏多內以多種不同風格釀造，從法國沙布利帶有清脆礦物味的葡萄酒，到帶有橡木和熱帶水果風味的新世界葡萄酒，風味範圍很廣泛。在涼爽的氣候條件下，夏多內葡萄酒的酒體往往中等偏輕，帶有明顯的酸度和青梅、蘋果和梨的味道，例如沙布利和加利福尼亞的卡尼羅斯法定葡萄种植区（Los Carneros AVA）等都是。在溫暖的地方，味道變得更加柑橘、桃子和甜瓜，例如澳大利亞的阿德萊德山和莫寧頓半島以及新西蘭的吉斯伯恩和馬爾堡地區。而在氣溫非常溫暖的地方，會產生更多的無花果和香蕉、芒果等熱帶水果香，例如加利福尼亞的中央海岸法定葡萄种植区（Central Coast AVA）。至於，經過蘋果乳酸發酵過程的葡萄酒，往往具有更柔和的酸度和水果味，且帶有黃油般的口感和榛子味。
在 1980 年代後期，夏多內受歡迎程度達到頂峰，但受到葡萄酒鑑賞家的強烈反對，他們認為夏多內的全球化是葡萄酒負向發展。儘管如此，夏多內仍至今然是種植最廣泛的葡萄品種之一，在全球擁有 21萬公頃的種植面積，在白葡萄酒葡萄產量中僅次於阿依蓮，在所有全球所有釀酒葡萄中排名第5。 

## 历史－发展
该品种历史悠久，在勃艮第南部的马贡产区被认为是夏多內的原产地，古时候人们错误的认为其亲本为黑比诺和勃艮第香瓜，也有人认为是白比诺的变种，直到20世纪末美国加州大学戴维斯分校的研究团队通过DNA技术才认定出它的真正亲本是黑比诺和白高維斯，并且它属于 Noiriens 一族。截至1994年，夏多內已培育出340个分類。

## 栽培種植
夏多內因其相對容易種植和適應不同條件的能力而享有高聲譽，此品種非常具有“延展性”，能呈現出其風土印象。
夏多內是一種非常有活力的葡萄樹，由於葉子分佈覆蓋廣泛，可以抑制葡萄串對能量和養分的吸收。葡萄園農人通過積極修剪和樹冠修飾以進行適當的管理。當夏多內葡萄藤密集種植時，植物株會被迫競爭資源，加速將能量輸送到葡萄串之中。在某些條件下，葡萄的產量可能會非常高，但為維護酒的品質，產量必須有良好的管理。如果產量超過 80 升/公頃，所釀製出的葡萄酒質量會下降。優質夏多內的生產商通常將產量限制在該數量的一半以下。 但相對而言，氣泡酒生產商就不太關注對葡萄產量的限制，因為濃縮的風味不如酒的細膩來得重要。
葡萄一但成熟就迅速失去酸度，因此收穫時間對釀酒至關重要。夏多內是一種早期發芽的葡萄樹，為了對抗可能會霜凍的威脅，勃艮第種植區往往在葡萄發芽之前進行積極修剪，以將發芽延遲兩週，等待稍微溫暖的天氣到來。 在勃艮第區，可以因此延長生長期間，在秋雨來臨之前才進行收穫。 
夏多內品種幾乎可適應所有的土壤，但最適合三種土壤，分別是白堊、粘土和石灰石。頂級夏布利葡萄酒的葡萄來源是種植在由基默里吉亞泥灰岩、石灰岩和白堊所構成的山坡上。在外圍地區，則種植在波特蘭石灰岩的土質中，但所生產的葡萄酒純度較低。法國在整個香檳地區都有白堊岩床，科多爾省有許多由石灰岩和粘土組成的土質。在勃艮第，夏多內葡萄藤所接觸的石灰石數量，對最終釀成的葡萄酒品質也會有影響。在默爾索地區，頂級葡萄園的表土高出石灰石近2公尺，由此產生的葡萄酒非常濃郁圓潤。在附近的佩里耶爾葡萄園，表土僅高出石灰岩 30 公分，所釀成的葡萄酒更加強勁、礦物質和緊實，但需要在瓶中更長時間才能充分育成。
在法國以外的其他地區，種植葡萄的氣候條件相對不足，但可以靠土壤類型以彌補。例如，在南非，儘管氣候明顯比法國來得溫暖，但當地具有較多石質、頁岩土壤和高粘土含量，可以生產出具有勃艮第風格的葡萄酒。相比之下，來自更多砂岩的葡萄園，夏多內往往顯得更豐富，也比較有重量感。 

## 世界各地
夏多內是音譯名稱，廣泛應用於港澳地區。中國統稱為霞多麗，臺灣則稱夏多內。在國際上有更多的名稱：arboisier、aubain、auxois、blanc de champagne、pinot blanc chardonnay。
夏多內的魅力在于其多变的风格和广泛的适应性，无论在任何气候条件下，她的品質还都不错。从寒冷的法国北部沙布利到炎热的阿根廷门多萨和南澳洲巴羅莎山谷，夏多內可以呈现从带有柑橘类水果到充满热带水果和异国情调的不同风姿。她也是香槟和氣泡酒调和成分中最重要的一份子。
在法国夏多內的主要种植区是香槟区和勃艮第，近年来种植面积不断扩大，从1958年的7,300公顷到2000年的30,000公顷。德国瑞士意大利北部都有种植。美国的种植面积在25,000公顷。澳大利亚超过5,000公顷。另外在南非、智利、阿根廷、新西兰或多或少都有夏多內的身影。

## 釀酒製程
夏多內幾乎適用於任何風格的葡萄酒釀造，從干酒、起泡酒到晚收葡萄酒，甚至是貴腐葡萄酒。夏多內也是香檳產區法定品種之一，可以釀造白中白香槟。
影響夏多內葡萄酒的兩大關鍵是：蘋果乳酸發酵程序，及橡木裝桶的影響程度。傳統釀造干白的時候夏多內常透過蘋果酸乳酸發酵增加複雜度，並降低酸度、再放入橡木桶中陳釀增加厚實感。通過蘋果酸乳酸發酵，較硬的蘋果酸會轉化為較軟的乳酸和雙乙酰，從而產生“黃油味”。 未經此程序的葡萄酒則會有較多的綠蘋果風味。至於橡木風味，可以在發酵過程中或在橡木桶陳釀之後引入。 根據橡木的炭化程度，會帶來“烤麵包”風味，甚至包括焦糖、奶油、煙熏、香料、椰子、肉桂、丁香和香草等香味。  但有些葡萄酒飲用者誤以為這些風味是屬於夏多內葡萄本身的特徵。現代一些清新風格的夏多內則會保留更多果香，不苹乳發酵也不入桶陳釀。
其他影響夏多內釀造的關鍵包括：發酵溫度、及葡萄酒的陳釀時間。夏多內起源的勃艮第的釀酒，往往傾向於酒液與酒糟長時間接觸，甚至在陳釀過程中“攪動”酒糟。較低發酵溫度會產生較多的“熱帶”水果風味，如芒果和菠蘿。 “舊世界”的釀酒風格傾向於使用野生酵母或環境酵母，也會使用有芳香品質的特殊培養酵母。使用野生酵母的一個潛在缺點是，發酵過程非常緩慢，結果非常不可預測，因此每年可能產出風味不同的葡萄酒。一般夏多內發酵過程只需要幾週的時間，但野生酵母的勃艮第釀酒方式耗時甚多，發酵時間甚至長達 5 年才能完成。 
葡萄採收的時間也至關重要，因為果實成熟時很快就會失去酸度。起泡酒的生產，葡萄會提早採收，維持未熟以保持酸度。起泡的夏多內葡萄酒在未熟時可表現出更多的花香和鋼鐵味。隨著葡萄酒的陳釀，特別是如果酒液在酒糟中較久，葡萄酒會產生“烤”的味道。 夏多內葡萄通常不會產生糖分，即使在較涼爽的氣候下，也會轉化為高酒精含量並限制糖化。但低酸度會是一個問題，使葡萄酒嘗起來“鬆軟”和沈悶，釀酒師可以通過“酸化”的過程，添加酒石酸來抵消。在涼爽的氣候下，夏多內的精華和酸度會被增強，這可產出非常濃縮的葡萄酒做為瓶裝陳釀。  夏多內可以與其他葡萄混合且保持其獨有的特性。最常與夏多內混合的葡萄包括白詩南、鴿籠白和賽美蓉。

## 風味
有人形容夏多內為一塊白布，隨著農人把它種到哪裡，畫布就會塗上當地的特色，其香氣複雜多變，能凸顯出當地的風土和氣候特色。以果香為主的氣味包含：檸檬、香蕉、桃子、芒果，入桶釀製後還會有杏仁、核桃、奶油、香草、蜂蜜等香氣。
由於夏多內在釀酒中的“延展性”及其反映風土的能力，因此全球各地釀造的夏多內並沒有共同的“風格”。與其他白葡萄酒的葡萄原料相比，瓊瑤漿和維歐尼-夏多內的香氣更加微妙和柔和，沒有強烈的芳香味。“煙熏味”也許是辨識夏多內的一個線索，但也有許多夏多內風味中沒有此味。夏多內的風格是基於區域性的，例如納帕谷的夏多內具有菠蘿味，而沙布利則有更多的青蘋果味。  酸度很高的夏多內雖然可以在瓶中陳釀，但夏多內大多是在酒齡年輕時飲用，比較例外的是，最優質的沙布利和勃艮第白葡萄酒。  

## 食物搭配
由於風格多樣，夏多內可與各種食物類型搭配。最常見的是烤雞肉等白肉，如火雞。受橡木氣味影響的夏多內，不適合搭配更精緻的魚類和海鮮菜餚，但更適合搭配熏魚、辛辣的東南亞美食、大蒜和鱷梨醬。不同區域生產的夏多內，可與不同的食物風格搭配。例如，來自美國華盛頓州的夏多內的特點是保有更多的酸度，往往與以番茄為基礎的菜餚和以甜洋蔥為特色的食物搭配得很好。至於，酒齡更老、更醇厚的夏多內通常可以搭配更“樸實”的菜餚，如蘑菇湯和陳年奶酪。

## 正面及負面評價
長期以來，夏多內被譽為法國最偉大的白葡萄酒之一，但夏多內是勃艮第白葡萄酒的事實並沒有被大眾廣泛理解。之後，美國加州和新世界出產的夏多內成功抬頭，部分是受到了加州葡萄酒在巴黎品酒會上的鼓舞，使該品種葡萄酒標籤更加突出，而且夏多內葡萄名稱的易於發音也是受益的原因之一。夏多內在 1990 年代變得非常流行，成為年輕都市女性的典型飲品。各產區為滿足全球的需求，大幅增加夏多內葡萄的種植，形成一股“夏多內狂熱”。 
隨著越來越多的葡萄園大量種植夏多內，流行又再次發生變化。紅葡萄酒在市場上再度受歡迎，新世界重度橡木味的夏多內不再受到高度歡迎，人們轉而青睞灰皮諾所釀製較淡的葡萄酒。 1995 年，一種新時尚號稱“ABC”—“Anything But Chardonnay”，意指人們品酒時希望選擇“除了夏多內之外的任何東西”。  夏多內引起一些反感的另一個原因是，夏多內被視為葡萄酒全球化、浮濫化的象徵，葡萄品種被國際市場所需要的大牌收購，缺乏具有特色的葡萄酒釀製，夏多內被描述為“世界葡萄園和世界味覺的無情殖民者和破壞者。”澳大利亞電視節目曾探索夏多內與郊區人們品味的關聯，該節目指出，下層中產階級的葡萄酒知識盲從，甚至錯誤地發音該品種為“kardonnay”。
種植夏多內或許可以提供更多的收入，但逐漸犧牲當地品種的獨特性和特徵性。特別是在意大利南部和西班牙，當時古老的內格羅馬羅(Negroamaro)、普里米蒂沃 (Primitivo)、歌海娜 (Grenache)和馬塔羅(Mataro) 的葡萄園被拆除，轉而種植新的夏多內。 但事實上，儘管遭到強烈反對，夏多內仍然受到大多數人的歡迎。 2004 年，夏多內依然是世界前五大種植最廣泛的葡萄品種。

## 图集

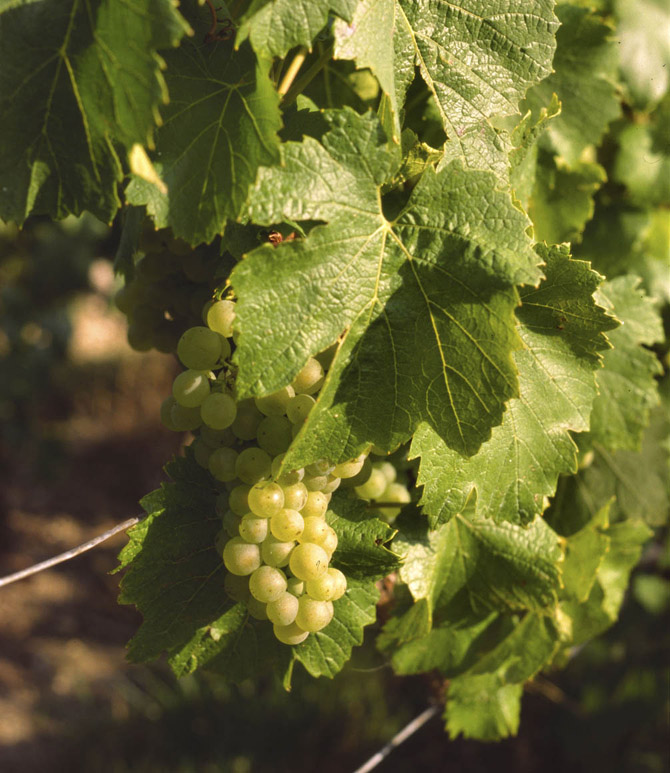
用于制作香槟的夏多內葡萄
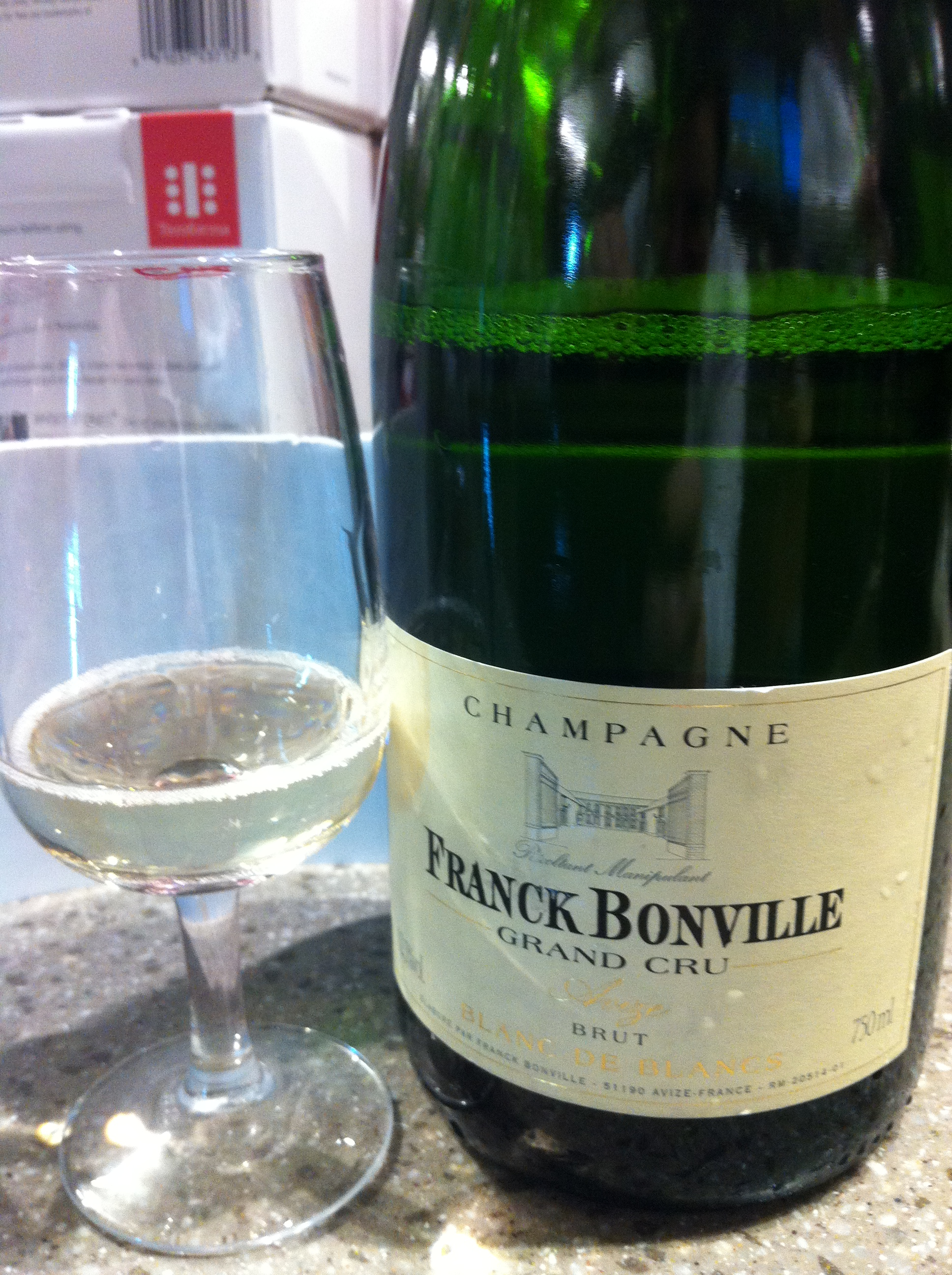
仅使用夏多內酿造的香槟酒（Blanc de Blancs）
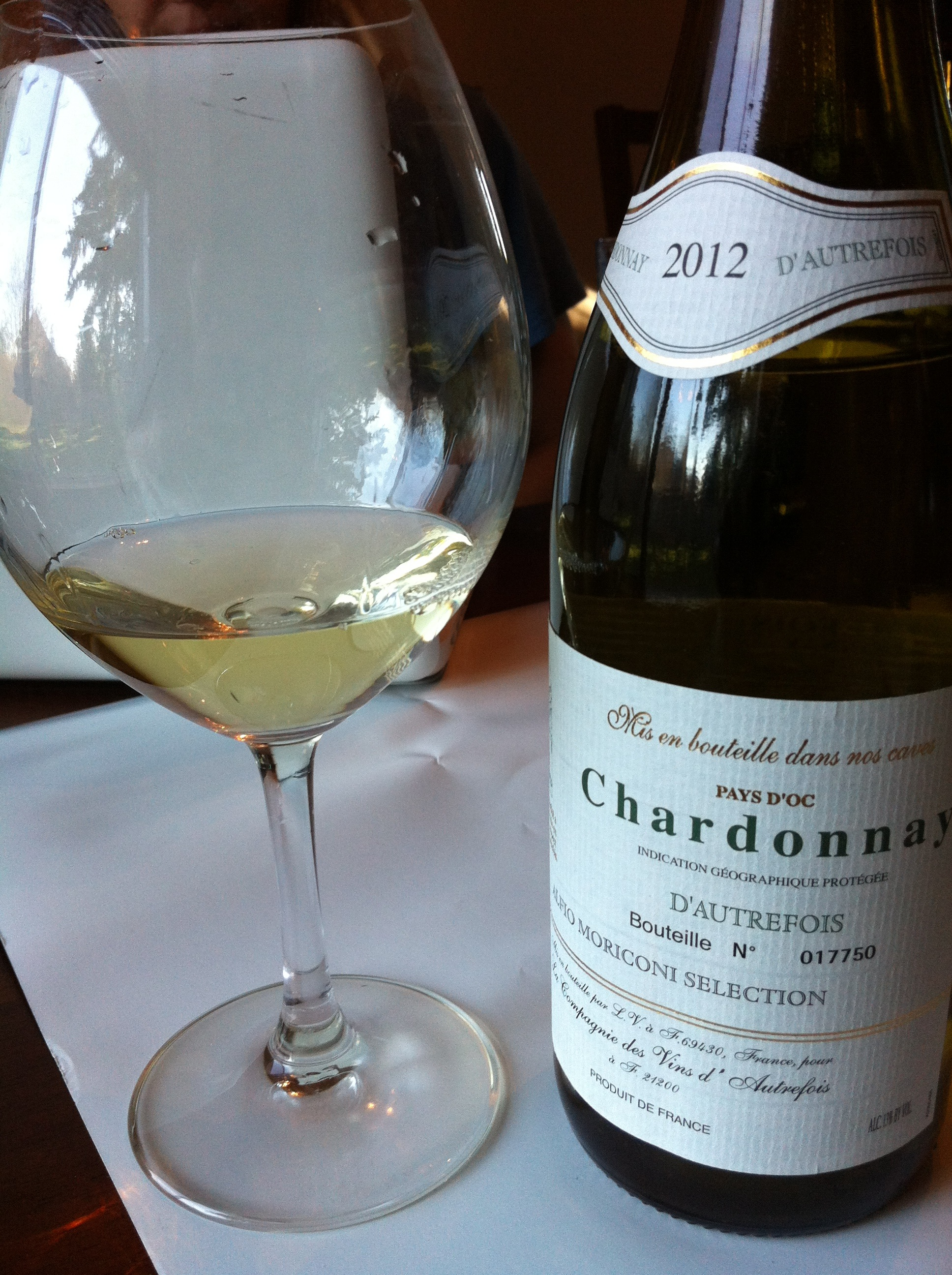
法国出产的夏多內白葡萄酒
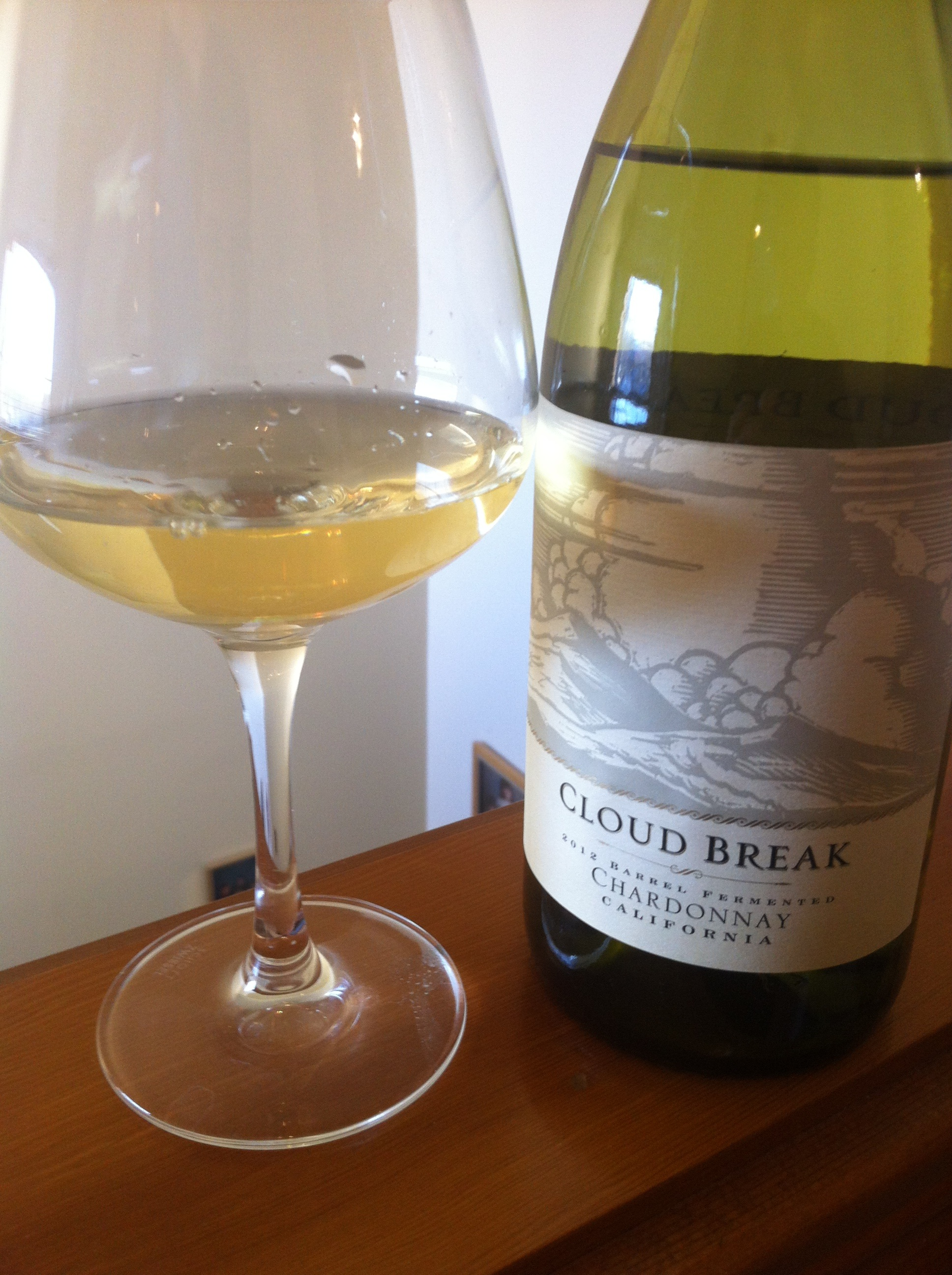
美国加利福尼亚州出产的夏多內白葡萄酒
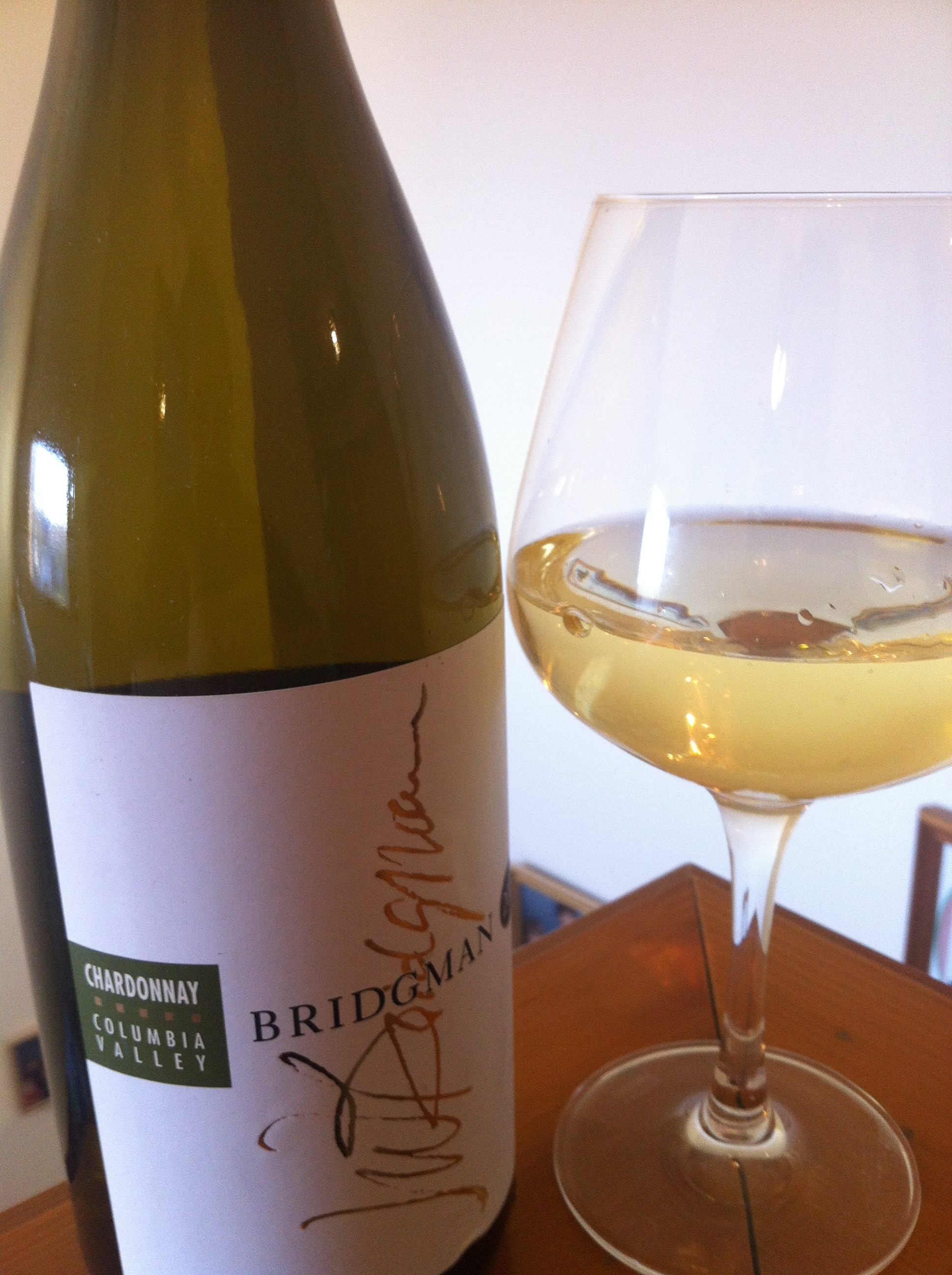
美国华盛顿州出产的夏多內白葡萄酒
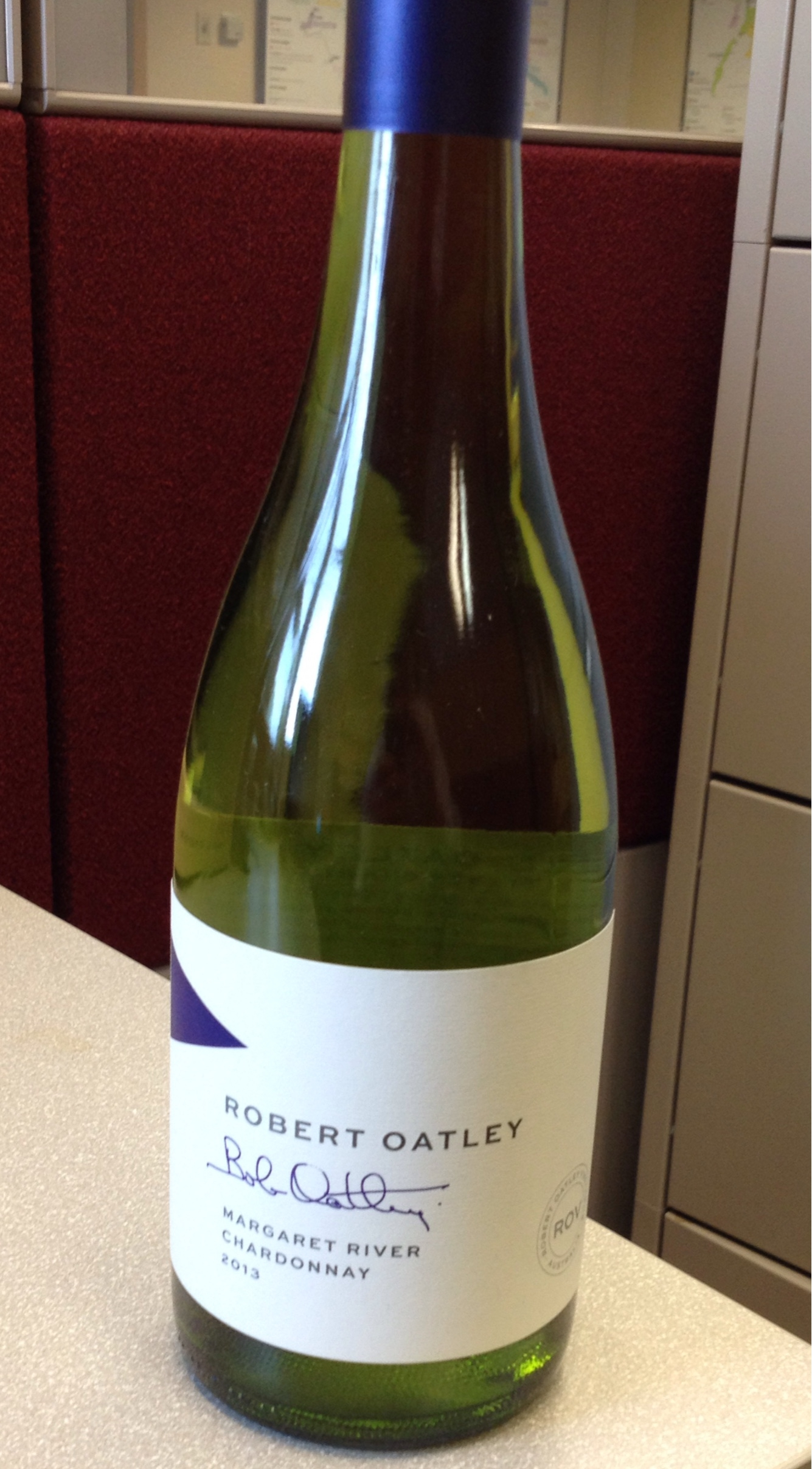
澳大利亚出产的夏多內白葡萄酒